# Europamästerskapet i fotboll 2020
Europamästerskapet i fotboll 2020 var det sextonde Europamästerskapet i fotboll, och spelades mellan 11 juni och 11 juli 2021. Turneringen var ursprungligen tänkt att spelas mellan 12 juni och 12 juli 2020 men sköts ett år framåt i tiden på grund av coronapandemin.
Den 6 december 2012 meddelade Uefa att det blir det första Europamästerskapet som inte arrangeras av ett land eller två länder. Istället kom mästerskapet att spelas i elva olika städer runtom i Europa.
Italien finalbesegrade England med 3–2 i straffavgörande, efter att matchen slutat 1–1 efter full tid och förlängning. Italien slog därmed rekordet som landet med längst tid mellan två europamästerskapstitlar.

## Ändring av format
På en presskonferens den 30 juni 2012, dagen före EM-finalen i Kiev, föreslog Uefa-presidenten Michel Platini att EM 2020 skulle kunna spridas över tolv eller tretton nationer runtom i Europa. Tidigare har endast ett land eller två länder arrangerat mästerskapet. Den 6 december 2012 beslutade Uefa att mästerskapet skulle arrangeras av ett flertal städer på kontinenten för att markera 60-årsjubileet av turneringens existens. Platini resonerade kring att detta var ett logiskt beslut på grund av tidens ekonomiska svårigheter i Europa. Beslutet väckte kritik från supportrar och andra inblandade. Från de länder som planerade att söka mästerskapet från början, till exempel Turkiet, blev kritiken hård.

## Kvalificering

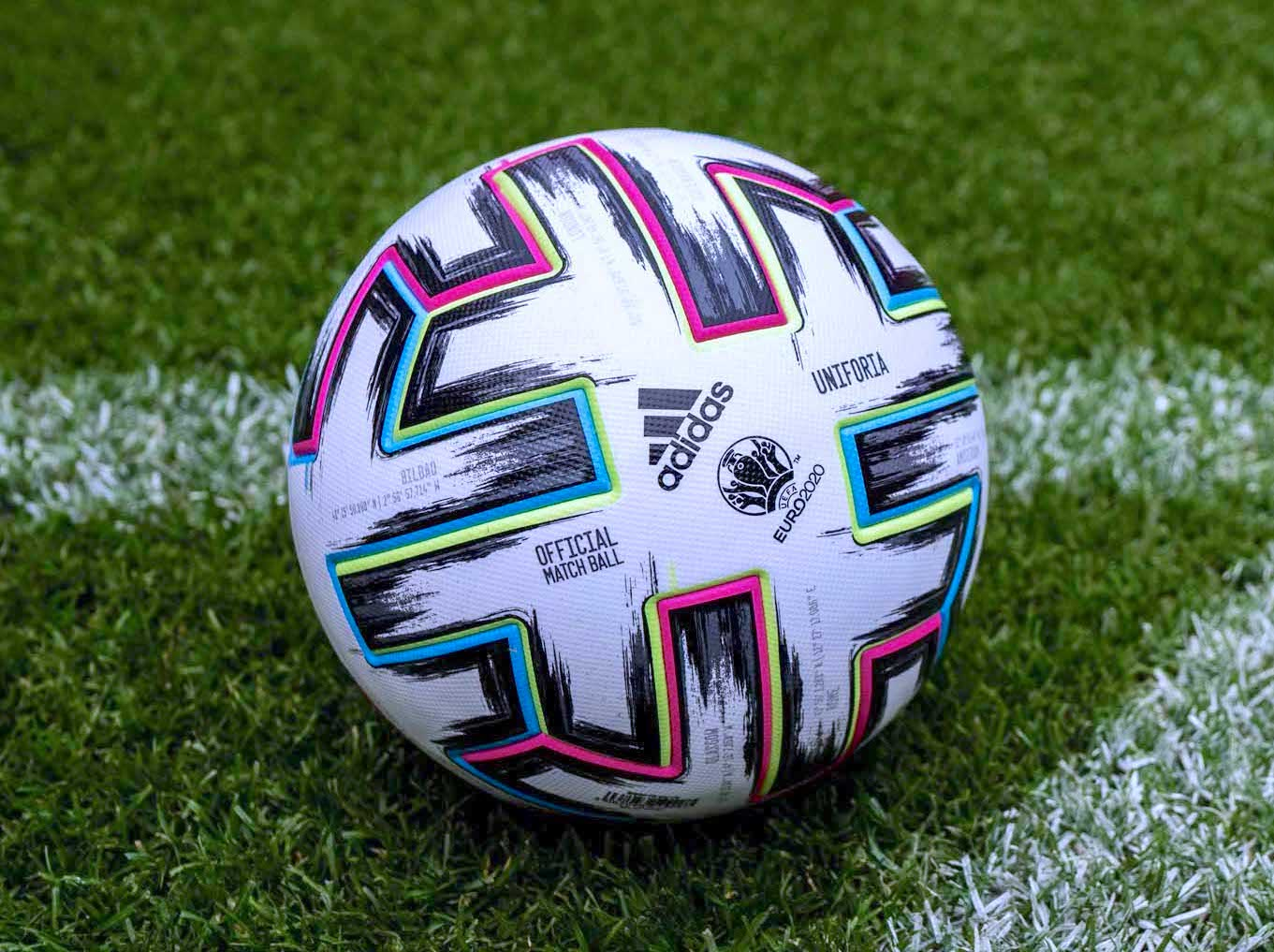
Turneringsbollen "Uniforia"

Eftersom det inte fanns något specifikt värdland deltog alla nationer i kvalet om de 24 slutspelsplatserna. Eftersom värdstäderna presenterades av Uefa i september 2014, före starten av kvalet, var det möjligt att en nation som valts till värd inte kom att kvalificera sig för slutspelet.
55 landslag deltog i kvalet. De delades upp i tio kvalgrupper med fem eller sex lag per grupp, där alla mötte alla inom grupperna. Ettorna och tvåorna i grupperna, totalt 20 lag, gick till EM. Den 2 december 2018 skedde lottningen av grupperna. Matcherna spelades mellan mars och november 2019.
De sista fyra platserna fördelades genom playoff. Sexton lag, kvalificerade genom Nations League 2018, deltog. Playoffet var tänkt att spelas i mars 2020, men sköts på grund av coronapandemin upp till oktober och november 2020.

### Kvalificerade nationer
| Nation         | Kvalificerad som        | Kvalificerings-datum | Deltagare i tidigare mästerskap                                             |
| -------------- | ----------------------- | -------------------- | --------------------------------------------------------------------------- |
| Belgien        | Grupp I etta            | 10 oktober 2019      | 5 (1972, 1980, 1984, 2000, 2016)                                            |
| Italien        | Grupp J etta            | 12 oktober 2019      | 9 (1968, 1980, 1988, 1996, 2000, 2004, 2008, 2012, 2016)                    |
| Polen          | Grupp G etta            | 13 oktober 2019      | 3 (2008, 2012, 2016)                                                        |
| Ryssland       | Grupp I tvåa            | 13 oktober 2019      | 11 (1960, 1964, 1968, 1972, 1988, 1992, 1996, 2004, 2008, 2012, 2016)       |
| Ukraina        | Grupp B etta            | 14 oktober 2019      | 2 (2012, 2016)                                                              |
| Spanien        | Grupp F etta            | 15 oktober 2019      | 10 (1964, 1980, 1984, 1988, 1996, 2000, 2004, 2008, 2012, 2016)             |
| Turkiet        | Grupp H tvåa            | 14 november 2019     | 4 (1996, 2000, 2008, 2016)                                                  |
| Frankrike      | Grupp H etta            | 14 november 2019     | 9 (1960, 1984, 1992, 1996, 2000, 2004, 2008, 2012, 2016)                    |
| England        | Grupp A etta            | 14 november 2019     | 9 (1968, 1980, 1988, 1992, 1996, 2000, 2004, 2012, 2016)                    |
| Tjeckien       | Grupp A tvåa            | 14 november 2019     | 9 (1960, 1976, 1980, 1996, 2000, 2004, 2008, 2012, 2016)                    |
| Finland        | Grupp J tvåa            | 15 november 2019     | 0 (Debut)                                                                   |
| Sverige        | Grupp F tvåa            | 15 november 2019     | 6 (1992, 2000, 2004, 2008, 2012, 2016)                                      |
| Kroatien       | Grupp E etta            | 16 november 2019     | 5 (1996, 2004, 2008, 2012, 2016)                                            |
| Österrike      | Grupp G tvåa            | 16 november 2019     | 2 (2008, 2016)                                                              |
| Nederländerna  | Grupp C tvåa            | 16 november 2019     | 9 (1976, 1980, 1988, 1992, 1996, 2000, 2004, 2008, 2012)                    |
| Tyskland       | Grupp C etta            | 16 november 2019     | 12 (1972, 1976, 1980, 1984, 1988, 1992, 1996, 2000, 2004, 2008, 2012, 2016) |
| Portugal       | Grupp B tvåa            | 17 november 2019     | 7 (1984, 1996, 2000, 2004, 2008, 2012, 2016)                                |
| Schweiz        | Grupp D etta            | 18 november 2019     | 4 (1996, 2004, 2008, 2016)                                                  |
| Danmark        | Grupp D tvåa            | 18 november 2019     | 8 (1964, 1984, 1988, 1992, 1996, 2000, 2004, 2012)                          |
| Wales          | Grupp E tvåa            | 19 november 2019     | 1 (2016)                                                                    |
| Nordmakedonien | Playoff grupp D-vinnare | 12 november 2020     | 0 (Debut)                                                                   |
| Ungern         | Playoff grupp A-vinnare | 12 november 2020     | 3 (1964, 1972, 2016)                                                        |
| Slovakien      | Playoff grupp B-vinnare | 12 november 2020     | 1 (2016)                                                                    |
| Skottland      | Playoff grupp C-vinnare | 12 november 2020     | 2 (1992, 1996)                                                              |

## Riktlinjerna för valet av värdstäder

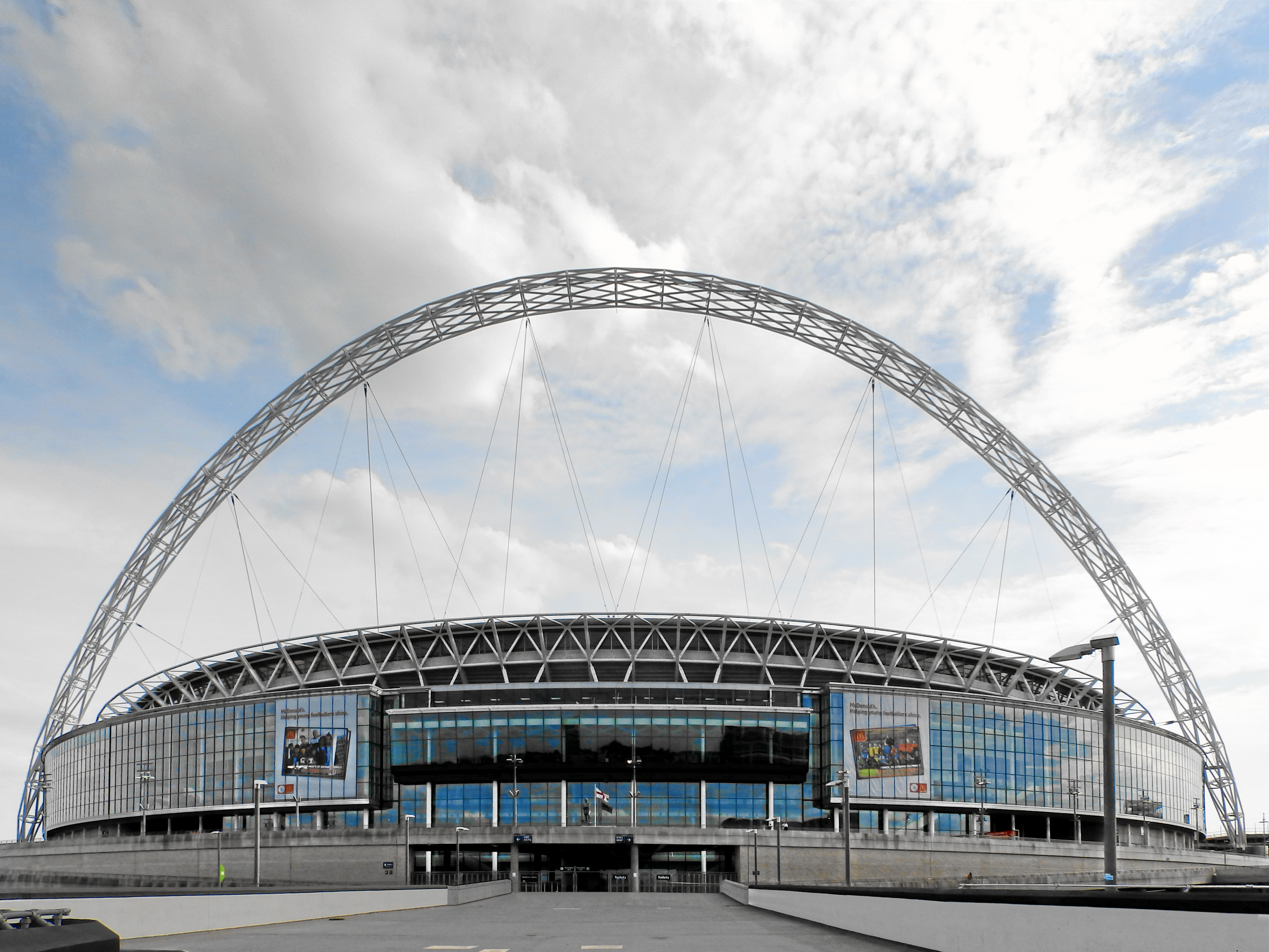
Finalarenan Wembley Stadium.

Den 25 januari 2013 offentliggjorde Uefa riktlinjerna för valet av värdstäder och arenor.
- Tolv städer skulle arrangera fyra matcher (tre gruppspelsmatcher samt en åttondels- eller kvartsfinal. En trettonde stad skulle arrangera de båda semifinalerna och finalen. Varje stad använder endast en arena. Max en stad per land skulle väljas.
- Den lägsta arenakapaciteten borde vara 70 000 för semifinaler/finalen, 60 000 för kvartsfinaler och 50 000 för åttondelsfinaler och gruppspelsmatcher. Upp till två undantag skulle kunna göras för arenor som har en kapacitet på minst 30 000, begränsade till en åttondelsfinal och gruppspelet. Byggandet av nya arenor skulle ha startat senast 2016.
- I gruppspelsfasen skulle max två värdländer bli lottade i samma grupp, med garantin att varje kvalificerad värd kommer att få spela två matcher på hemmaplan. Det fanns dock ingen garanti att värdländerna skulle komma att spela utslagsmatcher på hemmaplan. Sammansättningen av lag skulle fortfarande att avgöras genom seedning och lottning, men fördelningen av värdstäder i varje grupp skulle ta hänsyn till resesträckor.

### Ansökningar
Den 20 september 2013 presenterade Uefa den slutgiltiga listan på städer som ansökt om att få arrangera matcher. Varje fotbollsförbund kunde anmäla max två städer, en för gruppspelsmatcherna samt en för semifinalerna och finalen. Det fanns också en chans att ändra staden man ansökt med, men detta skulle göras före den 25 april 2014.
Vid tidsgränsen den 25 april hade Uefa fått in totalt 19 slutliga ansökningar. Den 19 september 2014 presenterades 13 städer som fått förtroendet att arrangera matcher. I slutändan kom turneringen att spelas i elva olika städer, efter att de utsedda arrangörsstäderna Bryssel och Dublin dragit sig ur; Bryssel under 2017 på grund av försenat arenabygge och Dublin i april 2021 på grund av att Irlands covid-19-restriktioner inte var förenliga med UEFA:s krav på åskådarmängd under matcherna. Bilbao ersattes som arrangör av Sevilla, även det ett beslut som togs i april 2021 på grund av covidsituationen.
Följande städer arrangerade turneringen:
| Nation        | Stad             | Arena                              | Kapacitet | Paket      |
| ------------- | ---------------- | ---------------------------------- | --------- | ---------- |
| England       | London           | Wembley Stadium                    | 90 000    | Finalarena |
| Azerbajdzjan  | Baku             | Bakı Olimpiya Stadionu             | 68 000    |            |
| Danmark       | Köpenhamn        | Parken                             | 38 065    |            |
| Italien       | Rom              | Stadio Olimpico                    | 72 698    |            |
| Nederländerna | Amsterdam        | Johan Cruijff Arena (uppgradering) | 55 000    |            |
| Rumänien      | Bukarest         | Arena Națională                    | 55 600    |            |
| Ryssland      | Sankt Petersburg | Krestovskij stadion                | 69 500    |            |
| Skottland     | Glasgow          | Hampden Park                       | 52 063    |            |
| Spanien       | Sevilla          | La Cartuja                         | 60 000    |            |
| Tyskland      | München          | Allianz Arena                      | 67 812    |            |
| Ungern        | Budapest         | Puskás Arena (ny stadion)          | 65 000    |            |

Följande städer var utvalda men drog sig senare ur:
| Nation  | Stad    | Arena             | Kapacitet | Anmärkning                                   |
| ------- | ------- | ----------------- | --------- | -------------------------------------------- |
| Belgien | Bryssel | Ny nationalarena  | 60 000    | Ersatt av Wembley, London                    |
| Irland  | Dublin  | Aviva Stadium     | 51 700    | Ersatt av Krestovskij stadion, St Petersburg |
| Spanien | Bilbao  | Estadio San Mamés | 53 332    | Ersatt av La Cartuja, Sevilla                |

Följande städer ansökte utan att bli utvalda som arrangör:
| Nation      | Stad      | Arena                           | Kapacitet | Paket           |
| ----------- | --------- | ------------------------------- | --------- | --------------- |
| Bulgarien   | Sofia     | Nationalstadion Vasil Levski    | 43 230    | Standardpaketet |
| Israel      | Jerusalem | Itztadion Teddy (uppgradering)  | 50 000    | Standardpaketet |
| Makedonien  | Skopje    | Natsionalnata Arena             | 33 460    | Standardpaketet |
| Sverige     | Stockholm | Friends Arena                   | 50 000    | Standardpaketet |
| Vitryssland | Minsk     | Stadyjon Traktar (uppgradering) | 33 000    | Standardpaketet |
| Wales       | Cardiff   | Millennium Stadium              | 74 500    | Standardpaketet |

## Spelartrupper
Lagen består av maximalt 26 spelare varav 3 målvakter.

## Domare
| Land          | Domare                  | Assisterande domare                                |
| ------------- | ----------------------- | -------------------------------------------------- |
| Tyskland      | Felix Brych             | Mark Borsch Stefan Lupp                            |
| Turkiet       | Cüneyt Çakır            | Bahattin Duran Tarık Ongun                         |
| Spanien       | Carlos del Cerro Grande | Juan Carlos Yuste Jiménez Roberto Alonso Fernández |
| Sverige       | Andreas Ekberg          | Mehmet Culum Stefan Hallberg                       |
| Israel        | Orel Grinfeld           | Roy Hassan Idan Yarkoni                            |
| Rumänien      | Ovidiu Hațegan          | Radu Ghinguleac Sebastian Gheorghe                 |
| Ryssland      | Sergei Karasev          | Igor Demeshko Maksim Gavrilin                      |
| Rumänien      | István Kovács           | Vasile Marinescu Ovidiu Artene                     |
| Nederländerna | Björn Kuipers           | Sander van Roekel Erwin Zeinstra                   |
| Nederländerna | Danny Makkelie          | Hessel Steegstra Jan de Vries                      |
| Spanien       | Antonio Mateu Lahoz     | Pau Cebrián Devís Roberto Díaz Pérez del Palomar   |
| England       | Michael Oliver          | Stuart Burt Simon Bennett                          |
| Italien       | Daniele Orsato          | Alessandro Giallatini Fabiano Preti                |
| Argentina     | Fernando Rapallini      | Juan Pablo Belatti Diego Bonfá                     |
| Tyskland      | Daniel Siebert          | Jan Seidel Rafael Foltyn                           |
| Portugal      | Artur Soares Dias       | Rui Tavares Paulo Soares                           |
| England       | Anthony Taylor          | Gary Beswick Adam Nunn                             |
| Frankrike     | Clément Turpin          | Nicolas Danos Cyril Gringore                       |
| Slovenien     | Slavko Vinčić           | Tomaž Klančnik Andraž Kovačič                      |

## Gruppspel

### Grupp A
| Nr | Lag     | S | V | O | F | GM | IM | MS | P |
| -- | ------- | - | - | - | - | -- | -- | -- | - |
| 1  | Italien | 3 | 3 | 0 | 0 | 7  | 0  | +7 | 9 |
| 2  | Wales   | 3 | 1 | 1 | 1 | 3  | 2  | +1 | 4 |
| 3  | Schweiz | 3 | 1 | 1 | 1 | 4  | 5  | −1 | 4 |
| 4  | Turkiet | 3 | 0 | 0 | 3 | 1  | 8  | −7 | 0 |

| 1           | 11 juni 2021 | Turkiet | 0 – 3           | Italien                                                        | Olympiastadion                                            |                                                           |
| 21:00 UTC+2 | 21:00 UTC+2  |         | (0 – 0) Rapport | 53′ (sjm.) Merih Demiral 66′ Ciro Immobile 79′ Lorenzo Insigne | Rom Publik: 12 916 Domare: Danny Makkelie (Nederländerna) | Rom Publik: 12 916 Domare: Danny Makkelie (Nederländerna) |
| 21:00 UTC+2 | 21:00 UTC+2  |         |                 |                                                                | Rom Publik: 12 916 Domare: Danny Makkelie (Nederländerna) | Rom Publik: 12 916 Domare: Danny Makkelie (Nederländerna) |
| 21:00 UTC+2 | 21:00 UTC+2  |         |                 |                                                                | Rom Publik: 12 916 Domare: Danny Makkelie (Nederländerna) | Rom Publik: 12 916 Domare: Danny Makkelie (Nederländerna) |

| 2           | 12 juni 2021 | Wales             | 1 – 1           | Schweiz          | Olympiastadion                                        |                                                       |
| 17:00 UTC+4 | 17:00 UTC+4  | Kieffer Moore 74′ | (0 – 0) Rapport | 49′ Breel Embolo | Baku Publik: 8 782 Domare: Clément Turpin (Frankrike) | Baku Publik: 8 782 Domare: Clément Turpin (Frankrike) |
| 17:00 UTC+4 | 17:00 UTC+4  |                   |                 |                  | Baku Publik: 8 782 Domare: Clément Turpin (Frankrike) | Baku Publik: 8 782 Domare: Clément Turpin (Frankrike) |
| 17:00 UTC+4 | 17:00 UTC+4  |                   |                 |                  | Baku Publik: 8 782 Domare: Clément Turpin (Frankrike) | Baku Publik: 8 782 Domare: Clément Turpin (Frankrike) |

| 13          | 16 juni 2021 | Turkiet | 0 – 2           | Wales                                 | Olympiastadion                                           |                                                          |
| 20:00 UTC+4 | 20:00 UTC+4  |         | (0 – 1) Rapport | 42′ Aaron Ramsey 90+5′ Connor Roberts | Baku Publik: 19 762 Domare: Artur Soares Dias (Portugal) | Baku Publik: 19 762 Domare: Artur Soares Dias (Portugal) |
| 20:00 UTC+4 | 20:00 UTC+4  |         |                 |                                       | Baku Publik: 19 762 Domare: Artur Soares Dias (Portugal) | Baku Publik: 19 762 Domare: Artur Soares Dias (Portugal) |
| 20:00 UTC+4 | 20:00 UTC+4  |         |                 |                                       | Baku Publik: 19 762 Domare: Artur Soares Dias (Portugal) | Baku Publik: 19 762 Domare: Artur Soares Dias (Portugal) |

| 14          | 16 juni 2021 | Italien                                     | 3 – 0           | Schweiz | Olympiastadion                                       |                                                      |
| 21:00 UTC+2 | 21:00 UTC+2  | Manuel Locatelli 26′, 52′ Ciro Immobile 89′ | (1 – 0) Rapport |         | Rom Publik: 12 445 Domare: Sergei Karasev (Ryssland) | Rom Publik: 12 445 Domare: Sergei Karasev (Ryssland) |
| 21:00 UTC+2 | 21:00 UTC+2  |                                             |                 |         | Rom Publik: 12 445 Domare: Sergei Karasev (Ryssland) | Rom Publik: 12 445 Domare: Sergei Karasev (Ryssland) |
| 21:00 UTC+2 | 21:00 UTC+2  |                                             |                 |         | Rom Publik: 12 445 Domare: Sergei Karasev (Ryssland) | Rom Publik: 12 445 Domare: Sergei Karasev (Ryssland) |

| 25          | 20 juni 2021 | Schweiz                                     | 3 – 1           | Turkiet           | Olympiastadion                                        |                                                       |
| 20:00 UTC+4 | 20:00 UTC+4  | Haris Seferović 6′ Xherdan Shaqiri 26′, 68′ | (2 – 0) Rapport | 62′ İrfan Kahveci | Baku Publik: 17 138 Domare: Slavko Vinčić (Slovenien) | Baku Publik: 17 138 Domare: Slavko Vinčić (Slovenien) |
| 20:00 UTC+4 | 20:00 UTC+4  |                                             |                 |                   | Baku Publik: 17 138 Domare: Slavko Vinčić (Slovenien) | Baku Publik: 17 138 Domare: Slavko Vinčić (Slovenien) |
| 20:00 UTC+4 | 20:00 UTC+4  |                                             |                 |                   | Baku Publik: 17 138 Domare: Slavko Vinčić (Slovenien) | Baku Publik: 17 138 Domare: Slavko Vinčić (Slovenien) |

| 26          | 20 juni 2021 | Italien            | 1 – 0           | Wales | Olympiastadion                                       |                                                      |
| 18:00 UTC+2 | 18:00 UTC+2  | Matteo Pessina 39′ | (1 – 0) Rapport |       | Rom Publik: 11 541 Domare: Ovidiu Hațegan (Rumänien) | Rom Publik: 11 541 Domare: Ovidiu Hațegan (Rumänien) |
| 18:00 UTC+2 | 18:00 UTC+2  |                    |                 |       | Rom Publik: 11 541 Domare: Ovidiu Hațegan (Rumänien) | Rom Publik: 11 541 Domare: Ovidiu Hațegan (Rumänien) |
| 18:00 UTC+2 | 18:00 UTC+2  |                    |                 |       | Rom Publik: 11 541 Domare: Ovidiu Hațegan (Rumänien) | Rom Publik: 11 541 Domare: Ovidiu Hațegan (Rumänien) |

### Grupp B
| Nr | Lag      | S | V | O | F | GM | IM | MS | P |
| -- | -------- | - | - | - | - | -- | -- | -- | - |
| 1  | Belgien  | 3 | 3 | 0 | 0 | 7  | 1  | +6 | 9 |
| 2  | Danmark  | 3 | 1 | 0 | 2 | 5  | 4  | +1 | 3 |
| 3  | Finland  | 3 | 1 | 0 | 2 | 1  | 3  | −2 | 3 |
| 4  | Ryssland | 3 | 1 | 0 | 2 | 2  | 7  | −5 | 3 |

| 3           | 12 juni 2021 | Danmark | 0 – 1           | Finland             | Parken                                                    |                                                           |
| 18:00 UTC+2 | 18:00 UTC+2  |         | (0 – 0) Rapport | 60′ Joel Pohjanpalo | Köpenhamn Publik: 13 790 Domare: Anthony Taylor (England) | Köpenhamn Publik: 13 790 Domare: Anthony Taylor (England) |
| 18:00 UTC+2 | 18:00 UTC+2  |         |                 |                     | Köpenhamn Publik: 13 790 Domare: Anthony Taylor (England) | Köpenhamn Publik: 13 790 Domare: Anthony Taylor (England) |
| 18:00 UTC+2 | 18:00 UTC+2  |         |                 |                     | Köpenhamn Publik: 13 790 Domare: Anthony Taylor (England) | Köpenhamn Publik: 13 790 Domare: Anthony Taylor (England) |

| 4           | 12 juni 2021 | Belgien                                   | 3 – 0           | Ryssland | Krestovskij stadion                                                   |                                                                       |
| 22:00 UTC+3 | 22:00 UTC+3  | Romelu Lukaku 10′, 88′ Thomas Meunier 34′ | (2 – 0) Rapport |          | Sankt Petersburg Publik: 26 264 Domare: Antonio Mateu Lahoz (Spanien) | Sankt Petersburg Publik: 26 264 Domare: Antonio Mateu Lahoz (Spanien) |
| 22:00 UTC+3 | 22:00 UTC+3  |                                           |                 |          | Sankt Petersburg Publik: 26 264 Domare: Antonio Mateu Lahoz (Spanien) | Sankt Petersburg Publik: 26 264 Domare: Antonio Mateu Lahoz (Spanien) |
| 22:00 UTC+3 | 22:00 UTC+3  |                                           |                 |          | Sankt Petersburg Publik: 26 264 Domare: Antonio Mateu Lahoz (Spanien) | Sankt Petersburg Publik: 26 264 Domare: Antonio Mateu Lahoz (Spanien) |

| 15          | 16 juni 2021 | Finland | 0 – 1           | Ryssland                | Krestovskij stadion                                                    |                                                                        |
| 16:00 UTC+3 | 16:00 UTC+3  |         | (0 – 1) Rapport | 45+2′ Aleksej Mirantjuk | Sankt Petersburg Publik: 24 540 Domare: Danny Makkelie (Nederländerna) | Sankt Petersburg Publik: 24 540 Domare: Danny Makkelie (Nederländerna) |
| 16:00 UTC+3 | 16:00 UTC+3  |         |                 |                         | Sankt Petersburg Publik: 24 540 Domare: Danny Makkelie (Nederländerna) | Sankt Petersburg Publik: 24 540 Domare: Danny Makkelie (Nederländerna) |
| 16:00 UTC+3 | 16:00 UTC+3  |         |                 |                         | Sankt Petersburg Publik: 24 540 Domare: Danny Makkelie (Nederländerna) | Sankt Petersburg Publik: 24 540 Domare: Danny Makkelie (Nederländerna) |

| 16          | 17 juni 2021 | Danmark           | 1 – 2           | Belgien                                | Parken                                                         |                                                                |
| 18:00 UTC+2 | 18:00 UTC+2  | Yussuf Poulsen 2′ | (1 – 0) Rapport | 55′ Thorgan Hazard 70′ Kevin De Bruyne | Köpenhamn Publik: 23 395 Domare: Björn Kuipers (Nederländerna) | Köpenhamn Publik: 23 395 Domare: Björn Kuipers (Nederländerna) |
| 18:00 UTC+2 | 18:00 UTC+2  |                   |                 |                                        | Köpenhamn Publik: 23 395 Domare: Björn Kuipers (Nederländerna) | Köpenhamn Publik: 23 395 Domare: Björn Kuipers (Nederländerna) |
| 18:00 UTC+2 | 18:00 UTC+2  |                   |                 |                                        | Köpenhamn Publik: 23 395 Domare: Björn Kuipers (Nederländerna) | Köpenhamn Publik: 23 395 Domare: Björn Kuipers (Nederländerna) |

| 27          | 21 juni 2021 | Ryssland                 | 1 – 4           | Danmark                                                                          | Parken                                                      |                                                             |
| 21:00 UTC+2 | 21:00 UTC+2  | Artiom Dziuba 70′ (str.) | (0 – 1) Rapport | 38′ Mikkel Damsgaard 59′ Yussuf Poulsen 79′ Andreas Christensen 82′ Joakim Mæhle | Köpenhamn Publik: 23 644 Domare: Clément Turpin (Frankrike) | Köpenhamn Publik: 23 644 Domare: Clément Turpin (Frankrike) |
| 21:00 UTC+2 | 21:00 UTC+2  |                          |                 |                                                                                  | Köpenhamn Publik: 23 644 Domare: Clément Turpin (Frankrike) | Köpenhamn Publik: 23 644 Domare: Clément Turpin (Frankrike) |
| 21:00 UTC+2 | 21:00 UTC+2  |                          |                 |                                                                                  | Köpenhamn Publik: 23 644 Domare: Clément Turpin (Frankrike) | Köpenhamn Publik: 23 644 Domare: Clément Turpin (Frankrike) |

| 28          | 21 juni 2021 | Finland | 0 – 2           | Belgien                                     | Krestovskij stadion                                            |                                                                |
| 22:00 UTC+3 | 22:00 UTC+3  |         | (0 – 0) Rapport | 74′ (sjm.) Lukáš Hrádecký 81′ Romelu Lukaku | Sankt Petersburg Publik: 18 545 Domare: Felix Brych (Tyskland) | Sankt Petersburg Publik: 18 545 Domare: Felix Brych (Tyskland) |
| 22:00 UTC+3 | 22:00 UTC+3  |         |                 |                                             | Sankt Petersburg Publik: 18 545 Domare: Felix Brych (Tyskland) | Sankt Petersburg Publik: 18 545 Domare: Felix Brych (Tyskland) |
| 22:00 UTC+3 | 22:00 UTC+3  |         |                 |                                             | Sankt Petersburg Publik: 18 545 Domare: Felix Brych (Tyskland) | Sankt Petersburg Publik: 18 545 Domare: Felix Brych (Tyskland) |

### Grupp C
| Nr | Lag            | S | V | O | F | GM | IM | MS | P |
| -- | -------------- | - | - | - | - | -- | -- | -- | - |
| 1  | Nederländerna  | 3 | 3 | 0 | 0 | 8  | 2  | +6 | 9 |
| 2  | Österrike      | 3 | 2 | 0 | 1 | 4  | 3  | +1 | 6 |
| 3  | Ukraina        | 3 | 1 | 0 | 2 | 4  | 5  | −1 | 3 |
| 4  | Nordmakedonien | 3 | 0 | 0 | 3 | 2  | 8  | −6 | 0 |

| 6           | 13 juni 2021 | Österrike                                                      | 3 – 1           | Nordmakedonien   | Arena Națională                                         |                                                         |
| 19:00 UTC+3 | 19:00 UTC+3  | Stefan Lainer 18′ Michael Gregoritsch 78′ Marko Arnautović 89′ | (1 – 1) Rapport | 28′ Goran Pandev | Bukarest Publik: 9 082 Domare: Andreas Ekberg (Sverige) | Bukarest Publik: 9 082 Domare: Andreas Ekberg (Sverige) |
| 19:00 UTC+3 | 19:00 UTC+3  |                                                                |                 |                  | Bukarest Publik: 9 082 Domare: Andreas Ekberg (Sverige) | Bukarest Publik: 9 082 Domare: Andreas Ekberg (Sverige) |
| 19:00 UTC+3 | 19:00 UTC+3  |                                                                |                 |                  | Bukarest Publik: 9 082 Domare: Andreas Ekberg (Sverige) | Bukarest Publik: 9 082 Domare: Andreas Ekberg (Sverige) |

| 5           | 13 juni 2021 | Nederländerna                                                 | 3 – 2           | Ukraina                                   | Johan Cruijff Arena                                     |                                                         |
| 21:00 UTC+2 | 21:00 UTC+2  | Georginio Wijnaldum 52′ Wout Weghorst 59′ Denzel Dumfries 85′ | (0 – 0) Rapport | 75′ Andrij Jarmolenko 79′ Roman Jaremtjuk | Amsterdam Publik: 15 837 Domare: Felix Brych (Tyskland) | Amsterdam Publik: 15 837 Domare: Felix Brych (Tyskland) |
| 21:00 UTC+2 | 21:00 UTC+2  |                                                               |                 |                                           | Amsterdam Publik: 15 837 Domare: Felix Brych (Tyskland) | Amsterdam Publik: 15 837 Domare: Felix Brych (Tyskland) |
| 21:00 UTC+2 | 21:00 UTC+2  |                                                               |                 |                                           | Amsterdam Publik: 15 837 Domare: Felix Brych (Tyskland) | Amsterdam Publik: 15 837 Domare: Felix Brych (Tyskland) |

| 18          | 17 juni 2021 | Ukraina                                   | 2 – 1           | Nordmakedonien     | Arena Națională                                                |                                                                |
| 16:00 UTC+3 | 16:00 UTC+3  | Andrij Jarmolenko 29′ Roman Jaremtjuk 34′ | (2 – 0) Rapport | 57′ Ezgjan Alioski | Bukarest Publik: 10 001 Domare: Fernando Rapallini (Argentina) | Bukarest Publik: 10 001 Domare: Fernando Rapallini (Argentina) |
| 16:00 UTC+3 | 16:00 UTC+3  |                                           |                 |                    | Bukarest Publik: 10 001 Domare: Fernando Rapallini (Argentina) | Bukarest Publik: 10 001 Domare: Fernando Rapallini (Argentina) |
| 16:00 UTC+3 | 16:00 UTC+3  |                                           |                 |                    | Bukarest Publik: 10 001 Domare: Fernando Rapallini (Argentina) | Bukarest Publik: 10 001 Domare: Fernando Rapallini (Argentina) |

| 17          | 17 juni 2021 | Nederländerna                                | 2 – 0           | Österrike | Johan Cruijff Arena                                     |                                                         |
| 21:00 UTC+2 | 21:00 UTC+2  | Memphis Depay 11′ (str.) Denzel Dumfries 67′ | (1 – 0) Rapport |           | Amsterdam Publik: 15 243 Domare: Orel Grinfeld (Israel) | Amsterdam Publik: 15 243 Domare: Orel Grinfeld (Israel) |
| 21:00 UTC+2 | 21:00 UTC+2  |                                              |                 |           | Amsterdam Publik: 15 243 Domare: Orel Grinfeld (Israel) | Amsterdam Publik: 15 243 Domare: Orel Grinfeld (Israel) |
| 21:00 UTC+2 | 21:00 UTC+2  |                                              |                 |           | Amsterdam Publik: 15 243 Domare: Orel Grinfeld (Israel) | Amsterdam Publik: 15 243 Domare: Orel Grinfeld (Israel) |

| 29          | 21 juni 2021 | Nordmakedonien | 0 – 3           | Nederländerna                                  | Johan Cruijff Arena                                       |                                                           |
| 18:00 UTC+2 | 18:00 UTC+2  |                | (0 – 1) Rapport | 24′ Memphis Depay 51′, 58′ Georginio Wijnaldum | Amsterdam Publik: 15 227 Domare: István Kovács (Rumänien) | Amsterdam Publik: 15 227 Domare: István Kovács (Rumänien) |
| 18:00 UTC+2 | 18:00 UTC+2  |                |                 |                                                | Amsterdam Publik: 15 227 Domare: István Kovács (Rumänien) | Amsterdam Publik: 15 227 Domare: István Kovács (Rumänien) |
| 18:00 UTC+2 | 18:00 UTC+2  |                |                 |                                                | Amsterdam Publik: 15 227 Domare: István Kovács (Rumänien) | Amsterdam Publik: 15 227 Domare: István Kovács (Rumänien) |

| 30          | 21 juni 2021 | Ukraina | 0 – 1           | Österrike                 | Arena Națională                                        |                                                        |
| 19:00 UTC+3 | 19:00 UTC+3  |         | (0 – 1) Rapport | 21′ Christoph Baumgartner | Bukarest Publik: 10 472 Domare: Cüneyt Çakır (Turkiet) | Bukarest Publik: 10 472 Domare: Cüneyt Çakır (Turkiet) |
| 19:00 UTC+3 | 19:00 UTC+3  |         |                 |                           | Bukarest Publik: 10 472 Domare: Cüneyt Çakır (Turkiet) | Bukarest Publik: 10 472 Domare: Cüneyt Çakır (Turkiet) |
| 19:00 UTC+3 | 19:00 UTC+3  |         |                 |                           | Bukarest Publik: 10 472 Domare: Cüneyt Çakır (Turkiet) | Bukarest Publik: 10 472 Domare: Cüneyt Çakır (Turkiet) |

### Grupp D
| Nr | Lag       | S | V | O | F | GM | IM | MS | P |
| -- | --------- | - | - | - | - | -- | -- | -- | - |
| 1  | England   | 3 | 2 | 1 | 0 | 2  | 0  | +2 | 7 |
| 2  | Kroatien  | 3 | 1 | 1 | 1 | 4  | 3  | +1 | 4 |
| 3  | Tjeckien  | 3 | 1 | 1 | 1 | 3  | 2  | +1 | 4 |
| 4  | Skottland | 3 | 0 | 1 | 2 | 1  | 5  | −4 | 1 |

| 7           | 13 juni 2021 | England             | 1 – 0   | Kroatien | Wembley Stadium                                        |                                                        |
| 14:00 UTC+1 | 14:00 UTC+1  | Raheem Sterling 57′ | Rapport |          | London Publik: 18 497 Domare: Daniele Orsato (Italien) | London Publik: 18 497 Domare: Daniele Orsato (Italien) |
| 14:00 UTC+1 | 14:00 UTC+1  |                     |         |          | London Publik: 18 497 Domare: Daniele Orsato (Italien) | London Publik: 18 497 Domare: Daniele Orsato (Italien) |
| 14:00 UTC+1 | 14:00 UTC+1  |                     |         |          | London Publik: 18 497 Domare: Daniele Orsato (Italien) | London Publik: 18 497 Domare: Daniele Orsato (Italien) |

| 8           | 14 juni 2021 | Skottland | 0 – 2           | Tjeckien               | Hampden Park                                            |                                                         |
| 14:00 UTC+1 | 14:00 UTC+1  |           | (0 – 1) Rapport | 42′, 52′ Patrik Schick | Glasgow Publik: 9 847 Domare: Daniel Siebert (Tyskland) | Glasgow Publik: 9 847 Domare: Daniel Siebert (Tyskland) |
| 14:00 UTC+1 | 14:00 UTC+1  |           |                 |                        | Glasgow Publik: 9 847 Domare: Daniel Siebert (Tyskland) | Glasgow Publik: 9 847 Domare: Daniel Siebert (Tyskland) |
| 14:00 UTC+1 | 14:00 UTC+1  |           |                 |                        | Glasgow Publik: 9 847 Domare: Daniel Siebert (Tyskland) | Glasgow Publik: 9 847 Domare: Daniel Siebert (Tyskland) |

| 19          | 18 juni 2021 | Kroatien         | 1 – 1           | Tjeckien                 | Hampden Park                                                    |                                                                 |
| 17:00 UTC+1 | 17:00 UTC+1  | Ivan Perišić 47′ | (0 – 1) Rapport | 37′ (str.) Patrik Schick | Glasgow Publik: 5 607 Domare: Carlos del Cerro Grande (Spanien) | Glasgow Publik: 5 607 Domare: Carlos del Cerro Grande (Spanien) |
| 17:00 UTC+1 | 17:00 UTC+1  |                  |                 |                          | Glasgow Publik: 5 607 Domare: Carlos del Cerro Grande (Spanien) | Glasgow Publik: 5 607 Domare: Carlos del Cerro Grande (Spanien) |
| 17:00 UTC+1 | 17:00 UTC+1  |                  |                 |                          | Glasgow Publik: 5 607 Domare: Carlos del Cerro Grande (Spanien) | Glasgow Publik: 5 607 Domare: Carlos del Cerro Grande (Spanien) |

| 20          | 18 juni 2021 | England | 0 – 0   | Skottland | Wembley Stadium                                             |                                                             |
| 20:00 UTC+1 | 20:00 UTC+1  |         | Rapport |           | London Publik: 20 306 Domare: Antonio Mateu Lahoz (Spanien) | London Publik: 20 306 Domare: Antonio Mateu Lahoz (Spanien) |
| 20:00 UTC+1 | 20:00 UTC+1  |         |         |           | London Publik: 20 306 Domare: Antonio Mateu Lahoz (Spanien) | London Publik: 20 306 Domare: Antonio Mateu Lahoz (Spanien) |
| 20:00 UTC+1 | 20:00 UTC+1  |         |         |           | London Publik: 20 306 Domare: Antonio Mateu Lahoz (Spanien) | London Publik: 20 306 Domare: Antonio Mateu Lahoz (Spanien) |

| 31          | 22 juni 2021 | Kroatien                                           | 3 – 1           | Skottland           | Hampden Park                                                 |                                                              |
| 20:00 UTC+1 | 20:00 UTC+1  | Nikola Vlašić 17′ Luka Modrić 62′ Ivan Perišić 77′ | (1 – 1) Rapport | 42′ Callum McGregor | Glasgow Publik: 9 896 Domare: Fernando Rapallini (Argentina) | Glasgow Publik: 9 896 Domare: Fernando Rapallini (Argentina) |
| 20:00 UTC+1 | 20:00 UTC+1  |                                                    |                 |                     | Glasgow Publik: 9 896 Domare: Fernando Rapallini (Argentina) | Glasgow Publik: 9 896 Domare: Fernando Rapallini (Argentina) |
| 20:00 UTC+1 | 20:00 UTC+1  |                                                    |                 |                     | Glasgow Publik: 9 896 Domare: Fernando Rapallini (Argentina) | Glasgow Publik: 9 896 Domare: Fernando Rapallini (Argentina) |

| 32          | 22 juni 2021 | Tjeckien | 0 – 1           | England             | Wembley Stadium                                            |                                                            |
| 20:00 UTC+1 | 20:00 UTC+1  |          | (0 – 1) Rapport | 12′ Raheem Sterling | London Publik: 19 104 Domare: Artur Soares Dias (Portugal) | London Publik: 19 104 Domare: Artur Soares Dias (Portugal) |
| 20:00 UTC+1 | 20:00 UTC+1  |          |                 |                     | London Publik: 19 104 Domare: Artur Soares Dias (Portugal) | London Publik: 19 104 Domare: Artur Soares Dias (Portugal) |
| 20:00 UTC+1 | 20:00 UTC+1  |          |                 |                     | London Publik: 19 104 Domare: Artur Soares Dias (Portugal) | London Publik: 19 104 Domare: Artur Soares Dias (Portugal) |

### Grupp E
| Nr | Lag       | S | V | O | F | GM | IM | MS | P |
| -- | --------- | - | - | - | - | -- | -- | -- | - |
| 1  | Sverige   | 3 | 2 | 1 | 0 | 4  | 2  | +2 | 7 |
| 2  | Spanien   | 3 | 1 | 2 | 0 | 6  | 1  | +5 | 5 |
| 3  | Slovakien | 3 | 1 | 0 | 2 | 2  | 7  | −5 | 3 |
| 4  | Polen     | 3 | 0 | 1 | 2 | 4  | 6  | −2 | 1 |

| 10          | 14 juni 2021 | Polen             | 1 – 2           | Slovakien                                       | Krestovskij stadion                                               |                                                                   |
| 19:00 UTC+3 | 19:00 UTC+3  | Karol Linetty 46′ | (0 – 1) Rapport | 18′ (sjm.) Wojciech Szczęsny 69′ Milan Škriniar | Sankt Petersburg Publik: 12 862 Domare: Ovidiu Hațegan (Rumänien) | Sankt Petersburg Publik: 12 862 Domare: Ovidiu Hațegan (Rumänien) |
| 19:00 UTC+3 | 19:00 UTC+3  |                   |                 |                                                 | Sankt Petersburg Publik: 12 862 Domare: Ovidiu Hațegan (Rumänien) | Sankt Petersburg Publik: 12 862 Domare: Ovidiu Hațegan (Rumänien) |
| 19:00 UTC+3 | 19:00 UTC+3  |                   |                 |                                                 | Sankt Petersburg Publik: 12 862 Domare: Ovidiu Hațegan (Rumänien) | Sankt Petersburg Publik: 12 862 Domare: Ovidiu Hațegan (Rumänien) |

| 9           | 14 juni 2021 | Spanien | 0 – 0   | Sverige | Olympiastadion                                           |                                                          |
| 21:00 UTC+2 | 21:00 UTC+2  |         | Rapport |         | Sevilla Publik: 10 559 Domare: Slavko Vinčić (Slovenien) | Sevilla Publik: 10 559 Domare: Slavko Vinčić (Slovenien) |
| 21:00 UTC+2 | 21:00 UTC+2  |         |         |         | Sevilla Publik: 10 559 Domare: Slavko Vinčić (Slovenien) | Sevilla Publik: 10 559 Domare: Slavko Vinčić (Slovenien) |
| 21:00 UTC+2 | 21:00 UTC+2  |         |         |         | Sevilla Publik: 10 559 Domare: Slavko Vinčić (Slovenien) | Sevilla Publik: 10 559 Domare: Slavko Vinčić (Slovenien) |

| 21          | 18 juni 2021 | Sverige                  | 1 – 0           | Slovakien | Krestovskij stadion                                               |                                                                   |
| 16:00 UTC+3 | 16:00 UTC+3  | Emil Forsberg 77′ (str.) | (0 – 0) Rapport |           | Sankt Petersburg Publik: 11 525 Domare: Daniel Siebert (Tyskland) | Sankt Petersburg Publik: 11 525 Domare: Daniel Siebert (Tyskland) |
| 16:00 UTC+3 | 16:00 UTC+3  |                          |                 |           | Sankt Petersburg Publik: 11 525 Domare: Daniel Siebert (Tyskland) | Sankt Petersburg Publik: 11 525 Domare: Daniel Siebert (Tyskland) |
| 16:00 UTC+3 | 16:00 UTC+3  |                          |                 |           | Sankt Petersburg Publik: 11 525 Domare: Daniel Siebert (Tyskland) | Sankt Petersburg Publik: 11 525 Domare: Daniel Siebert (Tyskland) |

| 22          | 19 juni 2021 | Spanien           | 1 – 1           | Polen                  | Olympiastadion                                          |                                                         |
| 21:00 UTC+2 | 21:00 UTC+2  | Álvaro Morata 25′ | (1 – 0) Rapport | 54′ Robert Lewandowski | Sevilla Publik: 11 742 Domare: Daniele Orsato (Italien) | Sevilla Publik: 11 742 Domare: Daniele Orsato (Italien) |
| 21:00 UTC+2 | 21:00 UTC+2  |                   |                 |                        | Sevilla Publik: 11 742 Domare: Daniele Orsato (Italien) | Sevilla Publik: 11 742 Domare: Daniele Orsato (Italien) |
| 21:00 UTC+2 | 21:00 UTC+2  |                   |                 |                        | Sevilla Publik: 11 742 Domare: Daniele Orsato (Italien) | Sevilla Publik: 11 742 Domare: Daniele Orsato (Italien) |

| 33          | 23 juni 2021 | Slovakien | 0 – 5           | Spanien | Olympiastadion                                               |                                                              |
| 18:00 UTC+2 | 18:00 UTC+2  |           | (0 – 2) Rapport | 30′ (sjm.) Martin Dúbravka 45+3′ Aymeric Laporte 56′ Pablo Sarabia 67′ Ferran Torres 71′ (sjm.) Juraj Kucka | Sevilla Publik: 11 204 Domare: Björn Kuipers (Nederländerna) | Sevilla Publik: 11 204 Domare: Björn Kuipers (Nederländerna) |
| 18:00 UTC+2 | 18:00 UTC+2  |           |                 | | Sevilla Publik: 11 204 Domare: Björn Kuipers (Nederländerna) | Sevilla Publik: 11 204 Domare: Björn Kuipers (Nederländerna) |
| 18:00 UTC+2 | 18:00 UTC+2  |           |                 | | Sevilla Publik: 11 204 Domare: Björn Kuipers (Nederländerna) | Sevilla Publik: 11 204 Domare: Björn Kuipers (Nederländerna) |

| 34          | 23 juni 2021 | Sverige                                     | 3 – 2           | Polen                       | Krestovskij stadion                                              |                                                                  |
| 19:00 UTC+3 | 19:00 UTC+3  | Emil Forsberg 2′, 59′ Viktor Claesson 90+4′ | (1 – 0) Rapport | 61′, 84′ Robert Lewandowski | Sankt Petersburg Publik: 14 252 Domare: Michael Oliver (England) | Sankt Petersburg Publik: 14 252 Domare: Michael Oliver (England) |
| 19:00 UTC+3 | 19:00 UTC+3  |                                             |                 |                             | Sankt Petersburg Publik: 14 252 Domare: Michael Oliver (England) | Sankt Petersburg Publik: 14 252 Domare: Michael Oliver (England) |
| 19:00 UTC+3 | 19:00 UTC+3  |                                             |                 |                             | Sankt Petersburg Publik: 14 252 Domare: Michael Oliver (England) | Sankt Petersburg Publik: 14 252 Domare: Michael Oliver (England) |

### Grupp F
| Nr | Lag       | S | V | O | F | GM | IM | MS | P |
| -- | --------- | - | - | - | - | -- | -- | -- | - |
| 1  | Frankrike | 3 | 1 | 2 | 0 | 4  | 3  | +1 | 5 |
| 2  | Tyskland  | 3 | 1 | 1 | 1 | 6  | 5  | +1 | 4 |
| 3  | Portugal  | 3 | 1 | 1 | 1 | 7  | 6  | +1 | 4 |
| 4  | Ungern    | 3 | 0 | 2 | 1 | 3  | 6  | −3 | 2 |

| 11          | 15 juni 2021 | Ungern | 0 – 3           | Portugal                                                  | Puskás Aréna                                           |                                                        |
| 18:00 UTC+2 | 18:00 UTC+2  |        | (0 – 0) Rapport | 84′ Raphaël Guerreiro 87′ (str.), 90+2′ Cristiano Ronaldo | Budapest Publik: 55 662 Domare: Cüneyt Çakır (Turkiet) | Budapest Publik: 55 662 Domare: Cüneyt Çakır (Turkiet) |
| 18:00 UTC+2 | 18:00 UTC+2  |        |                 |                                                           | Budapest Publik: 55 662 Domare: Cüneyt Çakır (Turkiet) | Budapest Publik: 55 662 Domare: Cüneyt Çakır (Turkiet) |
| 18:00 UTC+2 | 18:00 UTC+2  |        |                 |                                                           | Budapest Publik: 55 662 Domare: Cüneyt Çakır (Turkiet) | Budapest Publik: 55 662 Domare: Cüneyt Çakır (Turkiet) |

| 12          | 15 juni 2021 | Frankrike               | 1 – 0           | Tyskland | Allianz Arena                                                    |                                                                  |
| 21:00 UTC+2 | 21:00 UTC+2  | Mats Hummels 20′ (sjm.) | (1 – 0) Rapport |          | München Publik: 13 000 Domare: Carlos del Cerro Grande (Spanien) | München Publik: 13 000 Domare: Carlos del Cerro Grande (Spanien) |
| 21:00 UTC+2 | 21:00 UTC+2  |                         |                 |          | München Publik: 13 000 Domare: Carlos del Cerro Grande (Spanien) | München Publik: 13 000 Domare: Carlos del Cerro Grande (Spanien) |
| 21:00 UTC+2 | 21:00 UTC+2  |                         |                 |          | München Publik: 13 000 Domare: Carlos del Cerro Grande (Spanien) | München Publik: 13 000 Domare: Carlos del Cerro Grande (Spanien) |

| 23          | 19 juni 2021 | Ungern             | 1 – 1           | Frankrike             | Puskás Aréna                                             |                                                          |
| 15:00 UTC+2 | 15:00 UTC+2  | Attila Fiola 45+2′ | (1 – 0) Rapport | 66′ Antoine Griezmann | Budapest Publik: 55 998 Domare: Michael Oliver (England) | Budapest Publik: 55 998 Domare: Michael Oliver (England) |
| 15:00 UTC+2 | 15:00 UTC+2  |                    |                 |                       | Budapest Publik: 55 998 Domare: Michael Oliver (England) | Budapest Publik: 55 998 Domare: Michael Oliver (England) |
| 15:00 UTC+2 | 15:00 UTC+2  |                    |                 |                       | Budapest Publik: 55 998 Domare: Michael Oliver (England) | Budapest Publik: 55 998 Domare: Michael Oliver (England) |

| 24          | 19 juni 2021 | Portugal                             | 2 – 4           | Tyskland                                                                            | Allianz Arena                                           |                                                         |
| 18:00 UTC+2 | 18:00 UTC+2  | Cristiano Ronaldo 15′ Diogo Jota 67′ | (1 – 2) Rapport | 35′ (sjm.) Rúben Dias 39′ (sjm.) Raphaël Guerreiro 51′ Kai Havertz 60′ Robin Gosens | München Publik: 12 926 Domare: Anthony Taylor (England) | München Publik: 12 926 Domare: Anthony Taylor (England) |
| 18:00 UTC+2 | 18:00 UTC+2  |                                      |                 |                                                                                     | München Publik: 12 926 Domare: Anthony Taylor (England) | München Publik: 12 926 Domare: Anthony Taylor (England) |
| 18:00 UTC+2 | 18:00 UTC+2  |                                      |                 |                                                                                     | München Publik: 12 926 Domare: Anthony Taylor (England) | München Publik: 12 926 Domare: Anthony Taylor (England) |

| 35          | 23 juni 2021 | Portugal                                 | 2 – 2           | Frankrike                       | Puskás Aréna                                                  |                                                               |
| 21:00 UTC+2 | 21:00 UTC+2  | Cristiano Ronaldo 31′ (str.), 60′ (str.) | (1 – 1) Rapport | 45+2′ (str.), 47′ Karim Benzema | Budapest Publik: 54 886 Domare: Antonio Mateu Lahoz (Spanien) | Budapest Publik: 54 886 Domare: Antonio Mateu Lahoz (Spanien) |
| 21:00 UTC+2 | 21:00 UTC+2  |                                          |                 |                                 | Budapest Publik: 54 886 Domare: Antonio Mateu Lahoz (Spanien) | Budapest Publik: 54 886 Domare: Antonio Mateu Lahoz (Spanien) |
| 21:00 UTC+2 | 21:00 UTC+2  |                                          |                 |                                 | Budapest Publik: 54 886 Domare: Antonio Mateu Lahoz (Spanien) | Budapest Publik: 54 886 Domare: Antonio Mateu Lahoz (Spanien) |

| 36          | 23 juni 2021 | Tyskland                          | 2 – 2           | Ungern                             | Allianz Arena                                            |                                                          |
| 21:00 UTC+2 | 21:00 UTC+2  | Kai Havertz 66′ Leon Goretzka 84′ | (0 – 1) Rapport | 11′ Ádám Szalai 68′ András Schäfer | München Publik: 12 413 Domare: Sergei Karasev (Ryssland) | München Publik: 12 413 Domare: Sergei Karasev (Ryssland) |
| 21:00 UTC+2 | 21:00 UTC+2  |                                   |                 |                                    | München Publik: 12 413 Domare: Sergei Karasev (Ryssland) | München Publik: 12 413 Domare: Sergei Karasev (Ryssland) |
| 21:00 UTC+2 | 21:00 UTC+2  |                                   |                 |                                    | München Publik: 12 413 Domare: Sergei Karasev (Ryssland) | München Publik: 12 413 Domare: Sergei Karasev (Ryssland) |

### Rankning av grupptreor
| Nr | Lag (grupp)   | S | V | O | F | GM | IM | MS | P |
| -- | ------------- | - | - | - | - | -- | -- | -- | - |
| 1  | Portugal (F)  | 3 | 1 | 1 | 1 | 7  | 6  | +1 | 4 |
| 2  | Tjeckien (D)  | 3 | 1 | 1 | 1 | 3  | 2  | +1 | 4 |
| 3  | Schweiz (A)   | 3 | 1 | 1 | 1 | 4  | 5  | −1 | 4 |
| 4  | Ukraina (C)   | 3 | 1 | 0 | 2 | 4  | 5  | −1 | 3 |
| 5  | Finland (B)   | 3 | 1 | 0 | 2 | 1  | 3  | −2 | 3 |
| 6  | Slovakien (E) | 3 | 1 | 0 | 2 | 2  | 7  | −5 | 3 |

Grupptreorna rankas i tur och ordning efter följande kriterier:
1. Flest antal poäng.
2. Bäst målskillnad.
3. Flest gjorda mål.
4. Flest antal segrar.
5. Lägst fair play-poäng, poäng ges för antalet gula och röda kort under gruppspelets tre matcher. Gult kort ger 1 poäng, rött kort ger tre poäng.[10]
6. Bäst placering enligt Uefa-koefficient.

## Slutspel

### Slutspelsträd
|  | Åttondelsfinaler | Åttondelsfinaler |                |       | Kvartsfinaler | Kvartsfinaler |  |  | Semifinaler | Semifinaler |  |  | Final | Final |
|  |                  |                  |                |       |               |               |  |  |             |             |  |  |       |       |
|  | 27 juni 2021     |                  |                |       |               |               |  |  |             |             |  |  |       |       |
|  |                  |                  |                |       |               |               |  |  |             |             |  |  |       |       |
|  | Belgien          | 1                |                |       |               |               |  |  |             |             |  |  |       |       |
|  | Belgien          | 1                | 2 juli 2021    |       |               |               |  |  |             |             |  |  |       |       |
|  | Portugal         | 0                |                |       |               |               |  |  |             |             |  |  |       |       |
|  | Portugal         | 0                | Belgien        | 1     |               |               |  |  |             |             |  |  |       |       |
|  | 26 juni 2021     |                  | Belgien        | 1     |               |               |  |  |             |             |  |  |       |       |
|  |                  | Italien          | 2              |       |               |               |  |  |             |             |  |  |       |       |
|  | Italien (e.f.)   | Italien          | 2              | 2     |               |               |  |  |             |             |  |  |       |       |
|  | Italien (e.f.)   |                  | 6 juli 2021    | 2     |               |               |  |  |             |             |  |  |       |       |
|  | Österrike        | 1                |                |       |               |               |  |  |             |             |  |  |       |       |
|  | Österrike        | 1                | Italien (str.) | 1 (4) |               |               |  |  |             |             |  |  |       |       |
|  | 28 juni 2021     |                  | Italien (str.) | 1 (4) |               |               |  |  |             |             |  |  |       |       |
|  |                  | Spanien          | 1 (2)          |       |               |               |  |  |             |             |  |  |       |       |
|  | Frankrike        | Spanien          | 1 (2)          | 3 (4) |               |               |  |  |             |             |  |  |       |       |
|  | Frankrike        | 2 juli 2021      |                | 3 (4) |               |               |  |  |             |             |  |  |       |       |
|  | Schweiz (str.)   | 3 (5)            |                |       |               |               |  |  |             |             |  |  |       |       |
|  | Schweiz (str.)   | 3 (5)            | Schweiz        | 1 (1) |               |               |  |  |             |             |  |  |       |       |
|  | 28 juni 2021     |                  | Schweiz        | 1 (1) |               |               |  |  |             |             |  |  |       |       |
|  |                  | Spanien (str.)   | 1 (3)          |       |               |               |  |  |             |             |  |  |       |       |
|  | Kroatien         | Spanien (str.)   | 1 (3)          | 3     |               |               |  |  |             |             |  |  |       |       |
|  | Kroatien         |                  | 11 juli 2021   | 3     |               |               |  |  |             |             |  |  |       |       |
|  | Spanien (e.f.)   | 5                |                |       |               |               |  |  |             |             |  |  |       |       |
|  | Spanien (e.f.)   | 5                | Italien (str.) | 1 (3) |               |               |  |  |             |             |  |  |       |       |
|  | 29 juni 2021     |                  | Italien (str.) | 1 (3) |               |               |  |  |             |             |  |  |       |       |
|  |                  | England          | 1 (2)          |       |               |               |  |  |             |             |  |  |       |       |
|  | Sverige          | England          | 1 (2)          | 1     |               |               |  |  |             |             |  |  |       |       |
|  | Sverige          | 3 juli 2021      |                | 1     |               |               |  |  |             |             |  |  |       |       |
|  | Ukraina (e.f.)   | 2                |                |       |               |               |  |  |             |             |  |  |       |       |
|  | Ukraina (e.f.)   | 2                | Ukraina        | 0     |               |               |  |  |             |             |  |  |       |       |
|  | 29 juni 2021     |                  | Ukraina        | 0     |               |               |  |  |             |             |  |  |       |       |
|  |                  | England          | 4              |       |               |               |  |  |             |             |  |  |       |       |
|  | England          | England          | 4              | 2     |               |               |  |  |             |             |  |  |       |       |
|  | England          |                  | 7 juli 2021    | 2     |               |               |  |  |             |             |  |  |       |       |
|  | Tyskland         | 0                |                |       |               |               |  |  |             |             |  |  |       |       |
|  | Tyskland         | 0                | England (e.f.) | 2     |               |               |  |  |             |             |  |  |       |       |
|  | 27 juni 2021     |                  | England (e.f.) | 2     |               |               |  |  |             |             |  |  |       |       |
|  |                  | Danmark          | 1              |       |               |               |  |  |             |             |  |  |       |       |
|  | Nederländerna    | Danmark          | 1              | 0     |               |               |  |  |             |             |  |  |       |       |
|  | Nederländerna    | 3 juli 2021      |                | 0     |               |               |  |  |             |             |  |  |       |       |
|  | Tjeckien         | 2                |                |       |               |               |  |  |             |             |  |  |       |       |
|  | Tjeckien         | 2                | Tjeckien       | 1     |               |               |  |  |             |             |  |  |       |       |
|  | 26 juni 2021     |                  | Tjeckien       | 1     |               |               |  |  |             |             |  |  |       |       |
|  |                  | Danmark          | 2              |       |               |               |  |  |             |             |  |  |       |       |
|  | Wales            | Danmark          | 2              | 0     |               |               |  |  |             |             |  |  |       |       |
|  | Wales            |                  |                | 0     |               |               |  |  |             |             |  |  |       |       |
|  | Danmark          | 4                |                |       |               |               |  |  |             |             |  |  |       |       |
|  | Danmark          | 4                |                |       |               |               |  |  |             |             |  |  |       |       |

### Åttondelsfinaler
| 38          | 26 juni 2021 | Wales | 0 – 4           | Danmark                                                           | Johan Cruijff Arena                                        |                                                            |
| 18:00 UTC+2 | 18:00 UTC+2  |       | (0 – 1) Rapport | 27′, 48′ Kasper Dolberg 88′ Joakim Mæhle 90+4′ Martin Braithwaite | Amsterdam Publik: 14 645 Domare: Daniel Siebert (Tyskland) | Amsterdam Publik: 14 645 Domare: Daniel Siebert (Tyskland) |
| 18:00 UTC+2 | 18:00 UTC+2  |       |                 |                                                                   | Amsterdam Publik: 14 645 Domare: Daniel Siebert (Tyskland) | Amsterdam Publik: 14 645 Domare: Daniel Siebert (Tyskland) |
| 18:00 UTC+2 | 18:00 UTC+2  |       |                 |                                                                   | Amsterdam Publik: 14 645 Domare: Daniel Siebert (Tyskland) | Amsterdam Publik: 14 645 Domare: Daniel Siebert (Tyskland) |

| 37          | 26 juni 2021 | Italien                                 | 0000 2 – 1 (e.fl.) | Österrike           | Wembley Stadium                                        |                                                        |
| 20:00 UTC+1 | 20:00 UTC+1  | Federico Chiesa 95′ Matteo Pessina 105′ | (0 – 0) Rapport    | 114′ Saša Kalajdžić | London Publik: 18 910 Domare: Anthony Taylor (England) | London Publik: 18 910 Domare: Anthony Taylor (England) |
| 20:00 UTC+1 | 20:00 UTC+1  |                                         |                    |                     | London Publik: 18 910 Domare: Anthony Taylor (England) | London Publik: 18 910 Domare: Anthony Taylor (England) |
| 20:00 UTC+1 | 20:00 UTC+1  |                                         |                    |                     | London Publik: 18 910 Domare: Anthony Taylor (England) | London Publik: 18 910 Domare: Anthony Taylor (England) |

| 40          | 27 juni 2021 | Nederländerna | 0 – 2           | Tjeckien                          | Puskás Aréna                                              |                                                           |
| 18:00 UTC+2 | 18:00 UTC+2  |               | (0 – 0) Rapport | 68′ Tomáš Holeš 80′ Patrik Schick | Budapest Publik: 52 834 Domare: Sergei Karasev (Ryssland) | Budapest Publik: 52 834 Domare: Sergei Karasev (Ryssland) |
| 18:00 UTC+2 | 18:00 UTC+2  |               |                 |                                   | Budapest Publik: 52 834 Domare: Sergei Karasev (Ryssland) | Budapest Publik: 52 834 Domare: Sergei Karasev (Ryssland) |
| 18:00 UTC+2 | 18:00 UTC+2  |               |                 |                                   | Budapest Publik: 52 834 Domare: Sergei Karasev (Ryssland) | Budapest Publik: 52 834 Domare: Sergei Karasev (Ryssland) |

| 39          | 27 juni 2021 | Belgien            | 1 – 0           | Portugal | Olympiastadion                                        |                                                       |
| 21:00 UTC+2 | 21:00 UTC+2  | Thorgan Hazard 42′ | (1 – 0) Rapport |          | Sevilla Publik: 11 504 Domare: Felix Brych (Tyskland) | Sevilla Publik: 11 504 Domare: Felix Brych (Tyskland) |
| 21:00 UTC+2 | 21:00 UTC+2  |                    |                 |          | Sevilla Publik: 11 504 Domare: Felix Brych (Tyskland) | Sevilla Publik: 11 504 Domare: Felix Brych (Tyskland) |
| 21:00 UTC+2 | 21:00 UTC+2  |                    |                 |          | Sevilla Publik: 11 504 Domare: Felix Brych (Tyskland) | Sevilla Publik: 11 504 Domare: Felix Brych (Tyskland) |

| 42          | 28 juni 2021 | Kroatien                                              | 0000 3 – 5 (e.fl.) | Spanien                                                                                           | Parken                                                  |                                                         |
| 18:00 UTC+2 | 18:00 UTC+2  | Pedri 20′ (sjm.) Mislav Oršić 85′ Mario Pašalić 90+2′ | (1 – 1) Rapport    | 38′ Pablo Sarabia 57′ César Azpilicueta 77′ Ferran Torres 100′ Álvaro Morata 103′ Mikel Oyarzabal | Köpenhamn Publik: 22 771 Domare: Cüneyt Çakır (Turkiet) | Köpenhamn Publik: 22 771 Domare: Cüneyt Çakır (Turkiet) |
| 18:00 UTC+2 | 18:00 UTC+2  |                                                       |                    |                                                                                                   | Köpenhamn Publik: 22 771 Domare: Cüneyt Çakır (Turkiet) | Köpenhamn Publik: 22 771 Domare: Cüneyt Çakır (Turkiet) |
| 18:00 UTC+2 | 18:00 UTC+2  |                                                       |                    |                                                                                                   | Köpenhamn Publik: 22 771 Domare: Cüneyt Çakır (Turkiet) | Köpenhamn Publik: 22 771 Domare: Cüneyt Çakır (Turkiet) |

| 41          | 28 juni 2021 | Frankrike                                                              | 0000 3 – 3 (e.fl.)         | Schweiz                                                                | Arena Națională                                                |                                                                |
| 22:00 UTC+3 | 22:00 UTC+3  | Karim Benzema 57′, 59′ Paul Pogba 75′                                  | (0 – 1) Rapport            | 15′, 81′ Haris Seferović 90′ Mario Gavranović                          | Bukarest Publik: 22 642 Domare: Fernando Rapallini (Argentina) | Bukarest Publik: 22 642 Domare: Fernando Rapallini (Argentina) |
| 22:00 UTC+3 | 22:00 UTC+3  |                                                                        |                            |                                                                        | Bukarest Publik: 22 642 Domare: Fernando Rapallini (Argentina) | Bukarest Publik: 22 642 Domare: Fernando Rapallini (Argentina) |
| 22:00 UTC+3 | 22:00 UTC+3  | Paul Pogba Olivier Giroud Marcus Thuram Presnel Kimpembe Kylian Mbappé | Straffsparksläggning 4 – 5 | Mario Gavranović Fabian Schär Manuel Akanji Ruben Vargas Admir Mehmedi | Bukarest Publik: 22 642 Domare: Fernando Rapallini (Argentina) | Bukarest Publik: 22 642 Domare: Fernando Rapallini (Argentina) |

| 44          | 29 juni 2021 | England                            | 2 – 0           | Tyskland | Wembley Stadium                                              |                                                              |
| 17:00 UTC+1 | 17:00 UTC+1  | Raheem Sterling 75′ Harry Kane 86′ | (0 – 0) Rapport |          | London Publik: 41 973 Domare: Danny Makkelie (Nederländerna) | London Publik: 41 973 Domare: Danny Makkelie (Nederländerna) |
| 17:00 UTC+1 | 17:00 UTC+1  |                                    |                 |          | London Publik: 41 973 Domare: Danny Makkelie (Nederländerna) | London Publik: 41 973 Domare: Danny Makkelie (Nederländerna) |
| 17:00 UTC+1 | 17:00 UTC+1  |                                    |                 |          | London Publik: 41 973 Domare: Danny Makkelie (Nederländerna) | London Publik: 41 973 Domare: Danny Makkelie (Nederländerna) |

| 43          | 29 juni 2021 | Sverige           | 0000 1 – 2 (e.fl.) | Ukraina                                     | Hampden Park                                           |                                                        |
| 20:00 UTC+1 | 20:00 UTC+1  | Emil Forsberg 43′ | (0 – 1) Rapport    | 27′ Oleksandr Zintjenko 120+1′ Artem Dovbyk | Glasgow Publik: 9 221 Domare: Daniele Orsato (Italien) | Glasgow Publik: 9 221 Domare: Daniele Orsato (Italien) |
| 20:00 UTC+1 | 20:00 UTC+1  |                   |                    |                                             | Glasgow Publik: 9 221 Domare: Daniele Orsato (Italien) | Glasgow Publik: 9 221 Domare: Daniele Orsato (Italien) |
| 20:00 UTC+1 | 20:00 UTC+1  |                   |                    |                                             | Glasgow Publik: 9 221 Domare: Daniele Orsato (Italien) | Glasgow Publik: 9 221 Domare: Daniele Orsato (Italien) |

### Kvartsfinaler
| 45          | 2 juli 2021 | Schweiz                                                  | 0000 1 – 1 (e.fl.)         | Spanien                                                       | Krestovskij stadion                                              |                                                                  |
| 19:00 UTC+3 | 19:00 UTC+3 | Xherdan Shaqiri 68′                                      | (0 – 1) Rapport            | 8′ (sjm.) Denis Zakaria                                       | Sankt Petersburg Publik: 24 764 Domare: Michael Oliver (England) | Sankt Petersburg Publik: 24 764 Domare: Michael Oliver (England) |
| 19:00 UTC+3 | 19:00 UTC+3 |                                                          |                            |                                                               | Sankt Petersburg Publik: 24 764 Domare: Michael Oliver (England) | Sankt Petersburg Publik: 24 764 Domare: Michael Oliver (England) |
| 19:00 UTC+3 | 19:00 UTC+3 | Mario Gavranović Fabian Schär Manuel Akanji Ruben Vargas | Straffsparksläggning 1 – 3 | Sergio Busquets Dani Olmo Rodri Gerard Moreno Mikel Oyarzabal | Sankt Petersburg Publik: 24 764 Domare: Michael Oliver (England) | Sankt Petersburg Publik: 24 764 Domare: Michael Oliver (England) |

| 46          | 2 juli 2021 | Belgien                    | 1 – 2           | Italien                                | Allianz Arena                                            |                                                          |
| 21:00 UTC+2 | 21:00 UTC+2 | Romelu Lukaku 45+2′ (str.) | (1 – 2) Rapport | 31′ Nicolò Barella 44′ Lorenzo Insigne | München Publik: 12 984 Domare: Slavko Vinčić (Slovenien) | München Publik: 12 984 Domare: Slavko Vinčić (Slovenien) |
| 21:00 UTC+2 | 21:00 UTC+2 |                            |                 |                                        | München Publik: 12 984 Domare: Slavko Vinčić (Slovenien) | München Publik: 12 984 Domare: Slavko Vinčić (Slovenien) |
| 21:00 UTC+2 | 21:00 UTC+2 |                            |                 |                                        | München Publik: 12 984 Domare: Slavko Vinčić (Slovenien) | München Publik: 12 984 Domare: Slavko Vinčić (Slovenien) |

| 47          | 3 juli 2021 | Tjeckien          | 1 – 2           | Danmark                              | Olympiastadion                                            |                                                           |
| 20:00 UTC+4 | 20:00 UTC+4 | Patrik Schick 49′ | (0 – 1) Rapport | 5′ Thomas Delaney 42′ Kasper Dolberg | Baku Publik: 16 306 Domare: Björn Kuipers (Nederländerna) | Baku Publik: 16 306 Domare: Björn Kuipers (Nederländerna) |
| 20:00 UTC+4 | 20:00 UTC+4 |                   |                 |                                      | Baku Publik: 16 306 Domare: Björn Kuipers (Nederländerna) | Baku Publik: 16 306 Domare: Björn Kuipers (Nederländerna) |
| 20:00 UTC+4 | 20:00 UTC+4 |                   |                 |                                      | Baku Publik: 16 306 Domare: Björn Kuipers (Nederländerna) | Baku Publik: 16 306 Domare: Björn Kuipers (Nederländerna) |

| 48          | 3 juli 2021 | Ukraina | 0 – 4           | England                                                   | Olympiastadion                                    |                                                   |
| 21:00 UTC+2 | 21:00 UTC+2 |         | (0 – 1) Rapport | 4′, 50′ Harry Kane 46′ Harry Maguire 63′ Jordan Henderson | Rom Publik: 11 880 Domare: Felix Brych (Tyskland) | Rom Publik: 11 880 Domare: Felix Brych (Tyskland) |
| 21:00 UTC+2 | 21:00 UTC+2 |         |                 |                                                           | Rom Publik: 11 880 Domare: Felix Brych (Tyskland) | Rom Publik: 11 880 Domare: Felix Brych (Tyskland) |
| 21:00 UTC+2 | 21:00 UTC+2 |         |                 |                                                           | Rom Publik: 11 880 Domare: Felix Brych (Tyskland) | Rom Publik: 11 880 Domare: Felix Brych (Tyskland) |

### Semifinaler
| 49          | 6 juli 2021 | Italien                                                                         | 0000 1 – 1 (e.fl.)         | Spanien                                                | Wembley Stadium                                      |                                                      |
| 20:00 UTC+1 | 20:00 UTC+1 | Federico Chiesa 60′                                                             | (0 – 0) Rapport            | 80′ Álvaro Morata                                      | London Publik: 57 811 Domare: Felix Brych (Tyskland) | London Publik: 57 811 Domare: Felix Brych (Tyskland) |
| 20:00 UTC+1 | 20:00 UTC+1 |                                                                                 |                            |                                                        | London Publik: 57 811 Domare: Felix Brych (Tyskland) | London Publik: 57 811 Domare: Felix Brych (Tyskland) |
| 20:00 UTC+1 | 20:00 UTC+1 | Manuel Locatelli Andrea Belotti Leonardo Bonucci Federico Bernardeschi Jorginho | Straffsparksläggning 4 – 2 | Dani Olmo Gerard Moreno Thiago Alcântara Álvaro Morata | London Publik: 57 811 Domare: Felix Brych (Tyskland) | London Publik: 57 811 Domare: Felix Brych (Tyskland) |

| 50          | 7 juli 2021 | England                               | 0000 2 – 1 (e.fl.) | Danmark              | Wembley Stadium                                              |                                                              |
| 20:00 UTC+1 | 20:00 UTC+1 | Simon Kjær 39′ (sjm.) Harry Kane 104′ | (1 – 1) Rapport    | 30′ Mikkel Damsgaard | London Publik: 64 950 Domare: Danny Makkelie (Nederländerna) | London Publik: 64 950 Domare: Danny Makkelie (Nederländerna) |
| 20:00 UTC+1 | 20:00 UTC+1 |                                       |                    |                      | London Publik: 64 950 Domare: Danny Makkelie (Nederländerna) | London Publik: 64 950 Domare: Danny Makkelie (Nederländerna) |
| 20:00 UTC+1 | 20:00 UTC+1 |                                       |                    |                      | London Publik: 64 950 Domare: Danny Makkelie (Nederländerna) | London Publik: 64 950 Domare: Danny Makkelie (Nederländerna) |

### Final
| 51          | 11 juli 2021 | Italien                                                                         | 0000 1 – 1 (e.fl.)         | England                                                           | Wembley Stadium                                             |                                                             |
| 20:00 UTC+1 | 20:00 UTC+1  | Leonardo Bonucci 67′                                                            | (0 – 1) Rapport            | 2′ Luke Shaw                                                      | London Publik: 67 173 Domare: Björn Kuipers (Nederländerna) | London Publik: 67 173 Domare: Björn Kuipers (Nederländerna) |
| 20:00 UTC+1 | 20:00 UTC+1  |                                                                                 |                            |                                                                   | London Publik: 67 173 Domare: Björn Kuipers (Nederländerna) | London Publik: 67 173 Domare: Björn Kuipers (Nederländerna) |
| 20:00 UTC+1 | 20:00 UTC+1  | Domenico Berardi Andrea Belotti Leonardo Bonucci Federico Bernardeschi Jorginho | Straffsparksläggning 3 – 2 | Harry Kane Harry Maguire Marcus Rashford Jadon Sancho Bukayo Saka | London Publik: 67 173 Domare: Björn Kuipers (Nederländerna) | London Publik: 67 173 Domare: Björn Kuipers (Nederländerna) |

## Statistik

### Målskyttar
5 mål
- Cristiano Ronaldo
- Patrik Schick

4 mål
- Romelu Lukaku
- Harry Kane
- Karim Benzema
- Emil Forsberg

3 mål
- Kasper Dolberg
- Raheem Sterling
- Georginio Wijnaldum
- Robert Lewandowski
- Haris Seferović
- Xherdan Shaqiri
- Álvaro Morata

2 mål
- Thorgan Hazard
- Mikkel Damsgaard
- Joakim Mæhle
- Yussuf Poulsen
- Federico Chiesa
- Ciro Immobile
- Lorenzo Insigne
- Manuel Locatelli
- Matteo Pessina
- Ivan Perišić
- Memphis Depay
- Denzel Dumfries
- Pablo Sarabia
- Ferran Torres
- Kai Havertz
- Andrij Jarmolenko
- Roman Jaremtjuk

1 mål
- Kevin De Bruyne
- Thomas Meunier
- Martin Braithwaite
- Andreas Christensen
- Thomas Delaney
- Jordan Henderson
- Harry Maguire
- Luke Shaw
- Joel Pohjanpalo
- Antoine Griezmann
- Paul Pogba
- Nicolò Barella
- Leonardo Bonucci
- Luka Modrić
- Mislav Oršić
- Mario Pašalić
- Nikola Vlašić
- Wout Weghorst
- Ezgjan Alioski
- Goran Pandev
- Karol Linetty
- Raphaël Guerreiro
- Diogo Jota
- Artjom Dzjuba
- Aleksej Mirantjuk
- Breel Embolo
- Mario Gavranović
- Callum McGregor
- Milan Škriniar
- César Azpilicueta
- Aymeric Laporte
- Mikel Oyarzabal
- Viktor Claesson
- Tomáš Holeš
- İrfan Kahveci
- Leon Goretzka
- Robin Gosens
- Artem Dovbyk
- Oleksandr Zintjenko
- Ádám Szalai
- András Schäfer
- Attila Fiola
- Kieffer Moore
- Aaron Ramsey
- Connor Roberts
- Marko Arnautović
- Christoph Baumgartner
- Michael Gregoritsch
- Saša Kalajdžić
- Stefan Lainer

Självmål
- Simon Kjær (mot England)
- Lukáš Hrádecký (mot Belgien)
- Wojciech Szczęsny (mot Slovakien)
- Rúben Dias (mot Tyskland)
- Raphaël Guerreiro (mot Tyskland)
- Denis Zakaria (mot Spanien)
- Martin Dúbravka (mot Spanien)
- Juraj Kucka (mot Spanien)
- Pedri (mot Kroatien)
- Merih Demiral (mot Italien)
- Mats Hummels (mot Frankrike)

### Assist
4 assist
- Steven Zuber

3 assist
- Pierre Emile Højbjerg
- Luke Shaw
- Marco Verratti
- Dani Olmo

2 assist
- Kevin De Bruyne
- Thomas Meunier
- Thomas Vermaelen
- Jack Grealish
- Domenico Berardi
- Leonardo Spinazzola
- Memphis Depay
- Donyell Malen
- Rafa Silva
- Vladimír Coufal
- Jordi Alba
- Gerard Moreno
- Pablo Sarabia
- Pau Torres
- Dejan Kulusevski
- Robin Gosens
- Joshua Kimmich
- Andrij Jarmolenko
- Roland Sallai
- Gareth Bale
- David Alaba

1 assist
- Eden Hazard
- Dries Mertens
- Andreas Cornelius
- Mikkel Damsgaard
- Mathias Jensen
- Joakim Mæhle
- Jens Stryger Larsen
- Mason Mount
- Kalvin Phillips
- Bukayo Saka
- Raheem Sterling
- Kieran Trippier
- Jere Uronen
- Antoine Griezmann
- Lucas Hernández
- Kylian Mbappé
- Paul Pogba
- Francesco Acerbi
- Nicolò Barella
- Ciro Immobile
- Rafael Tolói
- Andrej Kramarić
- Mateo Kovačić
- Luka Modrić
- Mislav Oršić
- Ivan Perišić
- Nathan Aké
- Przemysław Frankowski
- Kamil Jóźwiak
- Maciej Rybus
- Piotr Zieliński
- Diogo Jota
- Cristiano Ronaldo
- Artjom Dzjuba
- Remo Freuler
- Kevin Mbabu
- Xherdan Shaqiri
- Granit Xhaka
- Marek Hamšík
- Róbert Mak
- José Gayà
- Ferran Torres
- Alexander Isak
- Hakan Çalhanoğlu
- Tomáš Holeš
- Tomáš Kalas
- Mats Hummels
- Ádám Szalai
- Roman Jaremtjuk
- Oleksandr Karavajev
- Ruslan Malinovskyi
- Oleksandr Zintjenko
- Joe Morrell
- Konrad Laimer
- Marcel Sabitzer
- Louis Schaub

## Anmärkningslista
1. ↑  Matchen avbröts i 43:e matchminuten på grund av en medicinisk nödsituation.[7] Matchen återupptogs 20:30 UTC+2 efter förfrågan till Uefa från de båda lagen, med de fyra sista minuterna av halvleken till att bli färdigspelad, med en fem minuters vila innan andra halvlek startade.[8][9]

### Fotnoter
1. ↑  Sverige kan få EM, Aftonbladet 6 december 2012.
2. ↑  E, Kasper (1 mars 2023). ”Längsta tiden mellan två EM-Guld – Italien”. Fotbolls EM. https://fotbolls-em2020.se/langsta-tiden-mellan-tva-em-guld/. Läst 1 mars 2023.
3. ↑  UEFA.com (17 mars 2020). ”UEFA postpones EURO 2020 by 12 months | Inside UEFA” (på engelska). UEFA.com. https://www.uefa.com/insideuefa/news/025b-0f8e76aef315-8506a9de10aa-1000--uefa-postpones-euro-2020-by-12-months/. Läst 1 mars 2023.
4. ↑  ”Thirteen cities to host UEFA EURO 2020”. UEFA.com. 25 januari 2013. Arkiverad från originalet den 25 januari 2013. https://web.archive.org/web/20130125150517/http://www.uefa.com/uefa/aboutuefa/organisation/executivecommittee/news/newsid%3D1913839.html.
5. ↑  ”Friends arena ratas: “Inte särskilt överraskande””. fotbolldirekt.se. 7 december 2017. https://fotbolldirekt.se/2017/12/07/just-nu-friends-arena-ratas-som-em-arena-inte-sarskilt-overraskande. Läst 28 augusti 2023.
6. 1 2  Fallon, John (23 april 2021). ”Dublin loses Euro 2020 hosting rights, Uefa confirm to FAI” (på engelska). Irish Times. https://www.irishtimes.com/sport/soccer/dublin-loses-euro-2020-hosting-rights-uefa-confirm-to-fai-1.4545672. Läst 28 augusti 2023.
7. ↑  ”Eriksen föll ihop på planen - matchen avbruten”. Fotbollskanalen.se. 12 juni 2021. https://www.fotbollskanalen.se/em-2021/eriksen-foll-ihop-pa-planen-matchen-avbruten/. Läst 12 juni 2021.
8. ↑  ”UEFA PÅ Twitter: "Following the request"”. Twitter.com (Uefa, verifierat konto). 12 juni 2025. https://twitter.com/UEFA/status/1403775827104370696. Läst 13 juni 2025.
9. ↑  ”Beskedet: Danmark-Finland återupptas: "Spelarna har fått bekräftat att Christian är okej"”. Fotbollskanalen.se. 12 juni 2021. https://www.fotbollskanalen.se/em-2021/beskedet-danmark-finland-aterupptas-spelarna-har-fatt-bekraftat-att-christian/. Läst 13 juni 2021.
10. ↑  ”Sveriges alla förutsättningar inför den sista gruppspelsmatchen – så vinner de gruppen - EM-fotboll.se”. Fotbolls-EM 2021 i Europa. 22 juni 2021. https://em-fotboll.se/sverige-alla-forutsattningar-infor-den-sista-gruppspelsmatchen-sa-vinner-de-gruppen/. Läst 29 juni 2021.
11. ↑  ”Full Time Summary – Italy v England”. Uefa.com. 11 juli 2021. http://www.uefa.com/newsfiles/euro/2020/2024491_fr.pdf. Läst 12 juli 2021.